# Calvari-Ermita de Potries
El Calvari-Ermita de Potries, és un via crucis que s'ubica a la pujada al monticle conegut com Els Tossalets de la localitat de Potries, al cim del qual se situa l'ermita del Santíssim Crist de l'Agonia. Està catalogada com a Bé Immoble d'Etnologia, juntament amb l'ermita, tot i que aquesta presenta al seu torn una catalogació pròpia com a Bé de Rellevància Local.
Forma part de la Ruta Urbana de Potries, com a camí per a la visita a l'ermita.

## Història i descripció
El calvari és el camí de pujada a l'Ermita del Crist de l'Agonia, amb què forma un conjunt. Aquest camí, com sol ser habitual als calvaris està flanquejat per al voltant de 300 grans xiprers (Cupressus sempervirens), alguns d'ells de més de 100 anys.
Està constituït per un conjunt de casalicis, construccions fetes amb maó massís, de base rectangular i uns dos metres d'alçada, amb una fornícula a l'interior de la qual es col·loca el retaule ceràmic d'una de les estacions del via crucis. Actualment no tots els casalicis tenen el retaule amb l'estació corresponent.
Aquests casalicis es rematen amb frontons amb volutes coronades amb una creu, fabricats amb argila cuita als alfars de la família Aznar de Potríes.
El calvari és de finals del segle XVIII, podent documentar-se que el 1799 es va construir una nova caseta per albergar la imatge del Crist, la qual seria el punt d'arrencada per a la posterior construcció de l'ermita entre 1854 i 1865. Durant la guerra civil es van destruir els panells ceràmics originals d'aquest calvari, substituint-se quan es va celebrar el centenari del Crist l'any 1954 gràcies al patrocini de diverses famílies devotes del poble.
A principis de la dècada dels anys 20 del segle XXI, l'estat de conservació del camí de pujada a l'ermita i, per tant, del calvari, era lamentable. Aquesta situació va portar a sol·licitar des de l'Ajuntament de la localitat ajuts per poder fer la recuperació i posada en valor del calvari. És així com l'any 2022 la Generalitat Valenciana inicia un procés de consolidació i reintegració paisatgística del Calvari de Potríes.
Aquest projecte de restauració va recuperar tant el patrimoni cultural, com l'arquitectònic, ambiental i paisatgístic, de la zona on es feia. A més, s'emmarcava en un projecte de recuperació paisatgística de la localitat després del desmantellament d'una de les moltes fàbriques de maons en desús.
Els responsables del projecte van ser els arquitectes Tirso Ávila i Alberto Marco, l'arqueòleg Miquel Rosselló Mesquida, i els historiadors Abel Soler i Rafael Jordà.

## Festivitat
Durant el mes d'agost se celebren les Festes Majors de Potries, encara que antigament aquestes festes se celebraven a l'octubre. Durant les mateixes, els veïns del poble baixen en processó pel camí del calvari les imatges que es troben a l'ermita, el Crist de l'Agonia i la Divina Pastora, acte conegut com a Festa de la Baixada. Les imatges romanen a l'església parroquial fins a l'últim dia de festes, aquest dia, novament amb una processó, es tornen a pujar pel mateix camí fins a l'ermita, aquest acte se'l coneix com la Processó de la Pujada, o Festa de la Pujada.
Tot i no estar acabada totalment l'obra, per a les festes d'agost de l'any 2023, l'Ajuntament de la població va obrir de manera provisional el camí d'accés a l'ermita per poder dur a terme actes de la Baixada i Pujada de les imatges.